# Columna (espeleología)

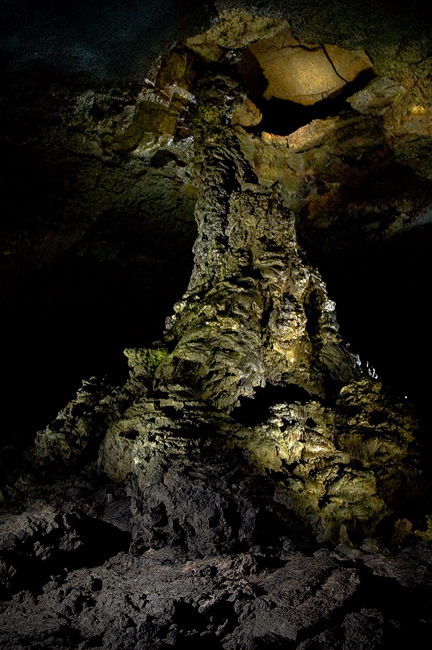
Columna reogenética en Manjang Gul, Jeju (Corea del Sur), formada a partir de una estalagmita de lava. Es un tipo de columna raro, y la de Manjang es la mayor del mundo con 7 m de altura.

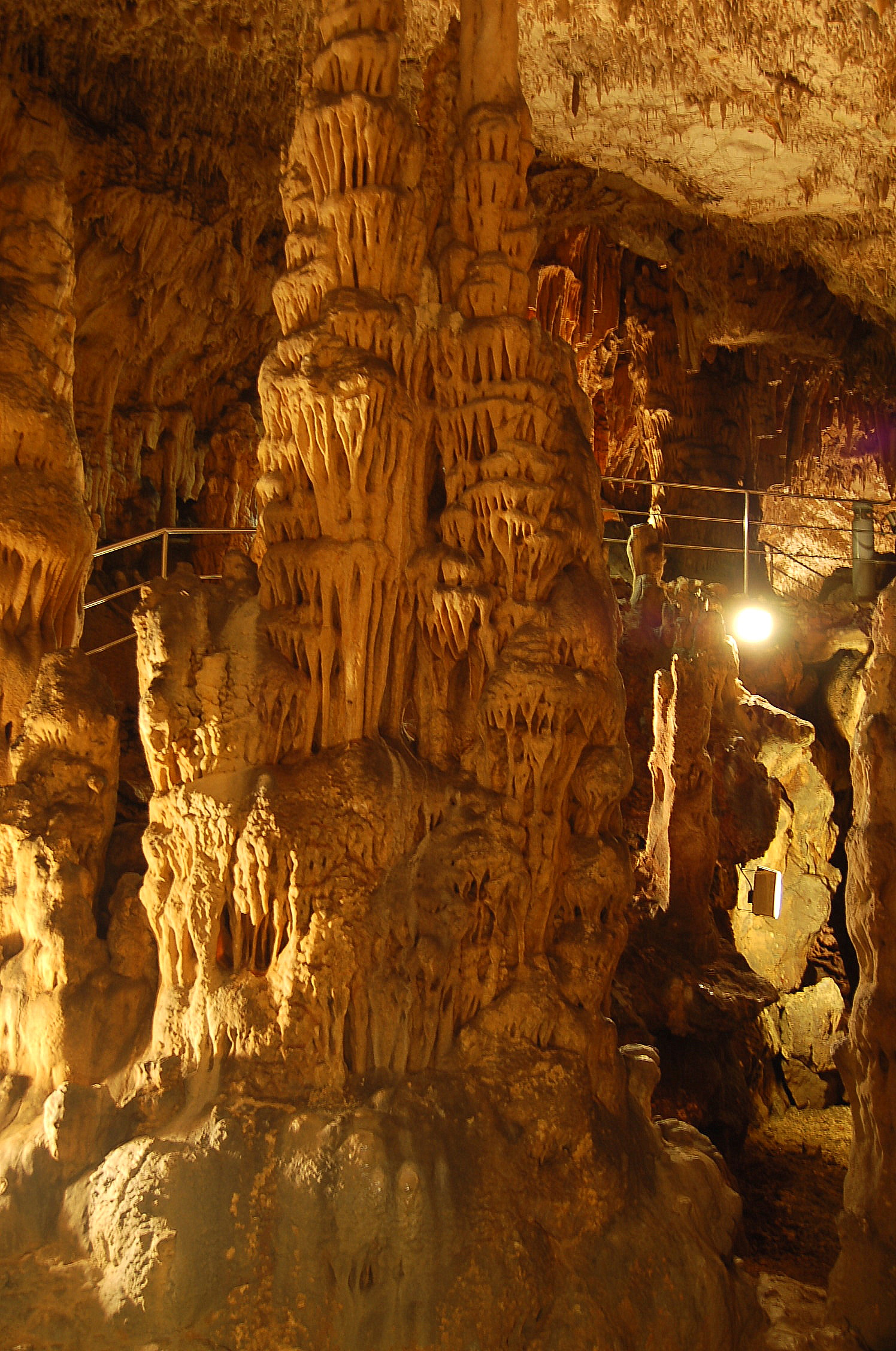
Doble columna secundaria de acreción en la cueva de Biserujka, isla de Krk, Croacia.

En espeleología, se denomina columna o columna geológica a la formación exenta y alargada en sentido vertical de roca u otros materiales sólidos y generalmente cohesionados que se apoya en el suelo de la caverna y toca con su otro extremo el techo.

## Tipos de columnas
Atendiendo a la formación de la estructura, podemos diferenciar dos tipos de columnas:

### Columnas primarias
Compuestas por la roca encajante, son aquellas que se forman a la par que el contexto de caverna en que están situadas. A su vez podemos hacer dos distinciones:

#### Columnas por erosión
Son las que se forman como parte de un proceso de erosión de la roca encajante que da lugar a la cavidad. Podemos encontrarlas en cavernas kársticas, al crear el proceso de disolución de la roca una estructura con forma de columna. Pueden ser parte de la estructura resistente de la bóveda de la cueva, y no suelen alcanzar grandes alturas, pudiendo a su vez decorarse, conforme pasa el tiempo, con otros espeleotemas menores, como banderolas.

#### Columnas reogenéticas
Son las que se forman al mismo tiempo que la roca encajante de la cavidad, siendo frecuentes en tubos volcánicos. En el caso de estas columnas lávicas, suelen ser estructuras más alargadas en sección horizontal que las columnas secundarias de acreción, estando el eje mayor de la sección orientado a favor del flujo de lava que formó el tubo. Pueden llegar a formar dos tubos paralelos, en ocasiones comunicados por ventanas de distinto tamaño. No suelen alcanzar grandes alturas, y tienen un papel estructural en el sustento de la bóveda de la cueva. También pueden estar recubiertas de espeleotemas primarios de menor tamaño, como estafilitos o estrías de avance. Un caso peculiar y poco frecuente de columna reogenética es cuando se origina a partir de una estalagmita de lava que llega a tocar la bóveda de la cavidad. Este tipo presenta una sección horizontal más circular, aunque con diámetro variable según su altura, pues es una acreción de lava en estado plástico y pasada una cierta dimensión necesita una base mayor para ser estable durante su formación. No tiene necesariamente un papel estructural en la sustentación del techo.

### Columnas secundarias
Son aquellas formadas tras la génesis de la cavidad, y podemos distinguir:

#### Columnas de acreción o compuestas por espeleotemas
Son formas de mineral precipitado, generalmente calcita. Suelen crearse al contactar una estalactita y una estalagmita formadas por el mismo aporte de agua, o bien al tocar una estalactita el suelo. El proceso puede llegar a tardar miles de años y las columnas resultantes tener varios metros de altura. Tienen una sección horizontal de tendencia circular, y que puede variar a lo largo del eje de la columna dependiendo de su edad, siendo posible apreciar de esta manera el punto de contacto de la estalactita y la estalagmita en columnas jóvenes. Esta columna no tiene una función estructural en la cavidad; aunque con el tiempo pueda llegar a contribuir a su estabilidad, no es un elemento imprescindible para el sustento de la bóveda.

#### Columnas tectónicas o formadas por desplomes
Son las formadas por el colapso de una zona de la bóveda, originando un derrumbe que, cuando está en una posición más o menos central en la galería, permite ser rodeado por completo. Esta columna de desprendimientos puede tener cualquier forma y los materiales que la componen pueden estar más o menos cohesionados según su edad. En columnas formadas por desprendimientos antiguos, la precipitación de sales aportadas por aguas de infiltración puede contribuir a un proceso de cementado que cohesiona el material. Habiéndose formado por un proceso traumático en la cavidad, son parte esencial de su estructura y su desestabilización podría llevar al desplome parcial o total del resto de la bóveda.